# Llei general de Seguretat Social
La Llei general de la Seguretat Social fa referència a una sèrie de lleis de l'Estat Espanyol que, des del punt de vista històric, van començar amb la Llei de bases de la Seguretat Social, publicada el 22 i 23 d'abril del 1966.
La llei esmentada té vigència des del primer de gener de 1967.
Aquesta llei volia unificar distints sistemes de cotització allunyats dels salaris reals de l'època (problema d'avui, encara que, pot ser, ve de circumstàncies diferents) i les prestacions de la Seguretat Social.
El seu objectiu era implantar un model unitari i integrat de protecció social, objectiu que es va trencar amb la implantació d'una pensió màxima de la Seguretat Social i els plans de pensions privats.